# Marocain (tàu frigate Pháp)
Marocain (F-5/F-705) là một tàu frigate của Hải quân Pháp Tự do hoạt động trong Chiến tranh Thế giới thứ hai, và tiếp tục phục vụ cùng Hải quân Pháp sau chiến tranh. Nó nguyên được chế tạo như là chiếc USS Marocain (DE-109), một tàu hộ tống khu trục lớp Cannon của Hải quân Hoa Kỳ nhưng được chuyển giao cho Pháp theo Chương trình Cho thuê-Cho mượn (Lend-Lease) năm 1944 và đổi tên thành Marocain (F-705). Nó đã hoạt động cho đến khi chiến tranh kết thúc, và tiếp tục phục vụ trước khi hoàn trả cho Hoa Kỳ và tháo dỡ vào năm 1964.

## Thiết kế và chế tạo
Lớp Cannon có thiết kế hầu như tương tự với lớp Buckley dẫn trước; khác biệt chủ yếu là ở hệ thống động lực Kiểu DET (diesel electric tandem). Các động cơ diesel đặt nối tiếp nhau dẫn động máy phát điện để cung cấp điện năng quay trục chân vịt cho con tàu. Động cơ diesel có ưu thế về hiệu suất sử dụng nhiên liệu, giúp cho lớp Cannon cải thiện được tầm xa hoạt động, nhưng đánh đổi lấy tốc độ chậm hơn.
Vũ khí trang bị bao gồm ba pháo 3 in (76 mm)/50 cal trên tháp pháo nòng đơn có thể đối hạm hoặc phòng không, một khẩu đội pháo phòng không Bofors 40 mm nòng đôi và tám pháo phòng không Oerlikon 20 mm. Vũ khí chống ngầm bao gồm một dàn súng cối chống tàu ngầm Hedgehog Mk. 10 (có 24 nòng và mang theo 144 quả đạn); hai đường ray Mk. 9 và tám máy phóng K3 Mk. 6 để thả mìn sâu. Con tàu vẫn giữ lại ba ống phóng ngư lôi Mark 15 21 inch (533 mm). Thủy thủ đoàn đầy đủ bao gồm 15 sĩ quan và 201 thủy thủ.
USS Marocain được đặt lườn tại xưởng tàu của hãng Dravo Corporation ở Wilmington, Delaware vào ngày 7 tháng 9, 1943; nó được hạ thủy vào ngày 1 tháng 1, 1944 và nhập biên chế cùng Hải quân Hoa Kỳ vào ngày 29 tháng 2, 1944. Con tàu được chuyển cho Hải quân Pháp Tự do cùng ngày hôm đó và đổi tên thành Marocain (F-5), đặt theo tên người Maroc, một thuộc địa cũ của Pháp ở châu Phi.

## Lịch sử hoạt động
Marocain từng tham gia vào Chiến dịch Dragoon, cuộc đổ bộ của lực lượng Đồng Minh lên miền Nam nước Pháp vào ngày 15 tháng 8, 1944.
Quyền sở hữu Marocain được Hoa Kỳ chuyển giao cho Pháp vào ngày 21 tháng 4, 1952 trong khuông khổ Chương trình Viện trợ Quân sự. Con tàu được hoàn trả cho Hải quân Hoa Kỳ vào tháng 5, 1964; tên nó được cho rút khỏi danh sách Đăng bạ Hải quân Hoa Kỳ vào năm 1965, và con tàu bị bán để tháo dỡ sau đó.